# Polyphyllia novaehiberniae
Polyphyllia novaehiberniae is een rifkoralensoort uit de familie van de Fungiidae. De wetenschappelijke naam van de soort is voor het eerst geldig gepubliceerd in 1831 door Lesson.